# Ali Fethi Okyar
Ali Fethi Okyar, né le 29 avril 1880 à Prilep – mort le 7 mai 1943 à Istanbul, est un diplomate et homme d'État turc. Il a été Premier ministre de la Turquie de 1924 à 1925, ambassadeur à Paris, député, fondateur et dirigeant du Parti républicain libéral en 1930.